# Cerco de Augustoduno
Cerco de Augustoduno (em latim: Augustodunum) é uma batalha travada entre as forças invasoras dos alamanos, que cercaram a cidade de Augustoduno (a moderna Autun), e do Império Romano. Depois de ser informado que a cidade estava sob ataque e que as muralhas, já bastante desgastadas, não resistiriam por muito tempo, o césar Juliano marchou com o exército romano e libertou a cidade.